# Farshid Ashuri
Farshid Ashuri es un deportista iraní que compitió en voleibol adaptado. Ganó dos medallas en los Juegos Paralímpicos de Verano, oro en Atlanta 1996 y oro en Sídney 2000.

## Palmarés internacional
| Juegos Paralímpicos | Juegos Paralímpicos      | Juegos Paralímpicos | Juegos Paralímpicos      |
| Año                 | Lugar                    | Medalla             | Competición              |
| ------------------- | ------------------------ | ------------------- | ------------------------ |
| 1996                | Atlanta (Estados Unidos) | Medalla de oro      | Torneo masculino sentado |
| 2000                | Sídney (Australia)       | Medalla de oro      | Torneo masculino sentado |